# Alcis unistrigata
Alcis unistrigata är en fjärilsart som beskrevs av Bruchova 1945. Alcis unistrigata ingår i släktet Alcis och familjen mätare. Inga underarter finns listade i Catalogue of Life.